# エリーザベト・フォン・バイエルン (1306-1330)
エリーザベト・フォン・バイエルン（ドイツ語：Elisabeth von Bayern, 1306年ごろ - 1330年3月25日）は、オーストリア公オットーの最初の妃。

## 生涯
エリーザベトは下バイエルン公シュテファン1世とユディタ・フォン・シュヴァイトニッツの間の娘である。楽しいことが好きな女性であったといわれている。1325年5月15日、シュトラウビングにてエリーザベトとオーストリア公オットーとの結婚式が行われた。エリーザベトは夫オットーの宮廷に大きな影響を与えた。オットーとの間には以下の2男が生まれた。
- フリードリヒ2世（1327年 - 1344年） - オーストリア公
- レオポルト2世（1328年 - 1344年） - オーストリア公

1330年、エリーザベトはウィーンで食中毒により死去し、ノイベルク修道院に埋葬された。